# Skämningsöns naturreservat
Skämningsön är ett naturreservat i Gävle kommun i Gävleborgs län.
Området är skyddat som naturreservat sedan 1971 och är 22 hektar stort. Det är beläget 1 km sydväst om Gåsholma och består till stor del av skog, kust och strand.

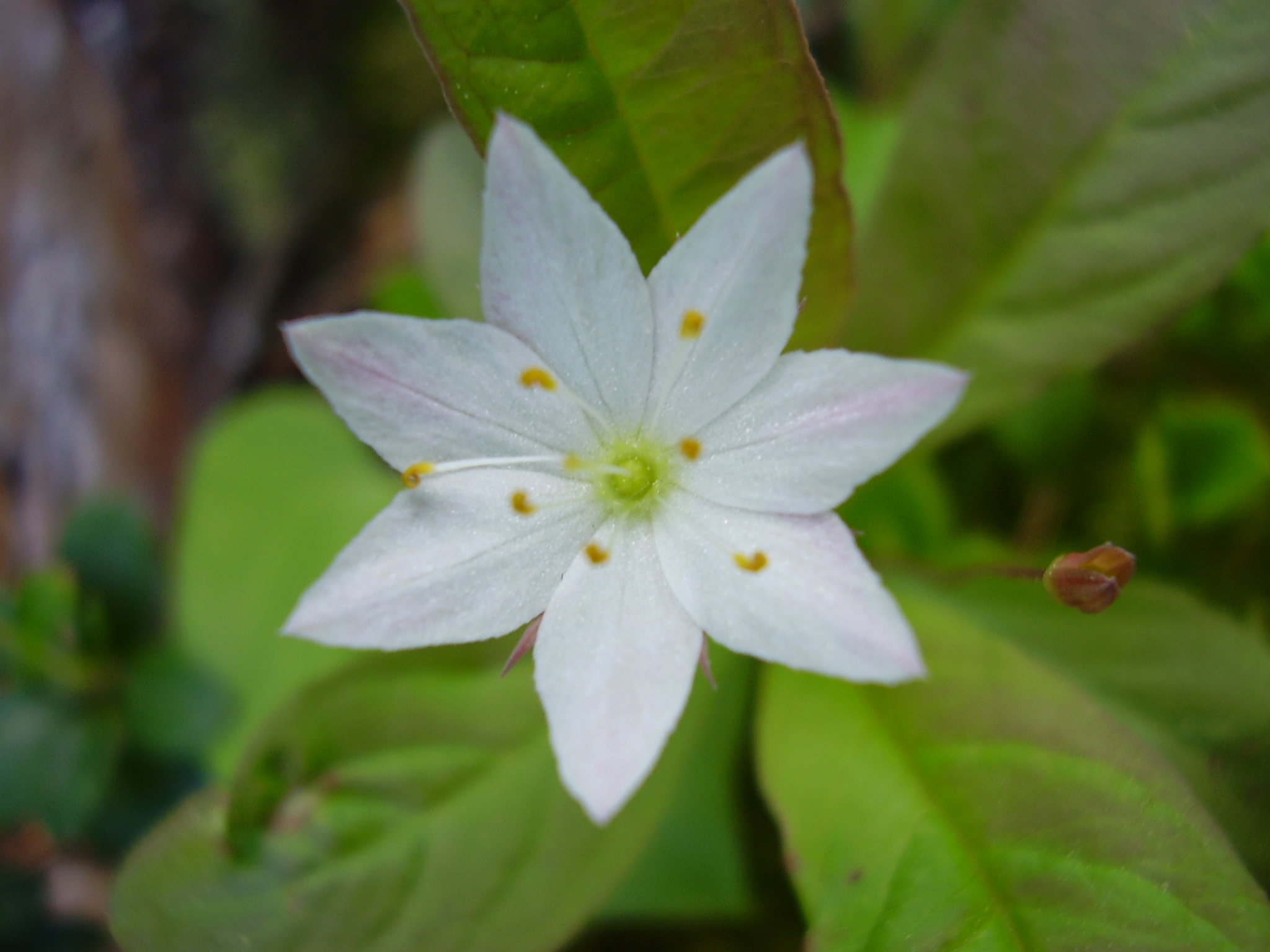
Skogsstjärna

Naturreservatet utgörs av en halvö. Från Skämningsberget i norr har besökaren en vidsträckt utsikt. Området runt toppen består av hällmarker. Övriga delar av halvön utgörs mest av skogsmarker. På udden växer barrskog, hällmarkstallskog och barrblandskog. På bergets topp finns gravrösen och lämningar efter en vårdkase.